# بادي تمبل
بادي تمبل هو مربي ماشية وسياسي أمريكي، ولد في 24 فبراير 1942 في تيكساركانا في الولايات المتحدة، وتوفي في 14 أبريل 2015 في لوفكين في الولايات المتحدة. نشط حزبياً في الحزب الديمقراطي. وقد انتخب عضو مجلس نواب تكساس ‏.